# Ursula Kübler

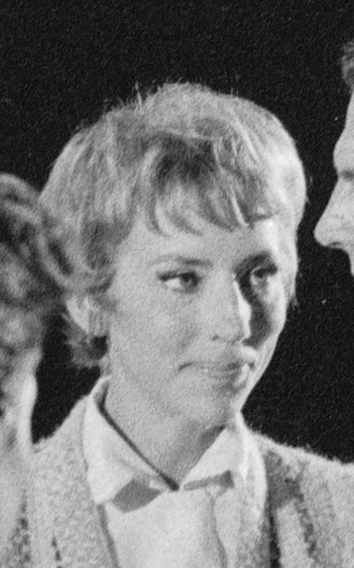
Ursula Kübler (1961)

Ursula Vian-Kübler (* 6. September 1928 in Zürich; † 18. Januar 2010 in Eus, Département Pyrénées-Orientales) war eine Schweizer Balletttänzerin, Schauspielerin und Choreographin.

## Biographie
Ursula Kübler war die jüngste Tochter des Schriftstellers Arnold Kübler und der Schwedin Eva alias Alva Jessen-Kübler (1887–1965).
Seit Kübler ein kleines Kind war, wollte sie Tänzerin werden. Ihr erster Tanzlehrer war Mario Volkart (1897–1982). Mit sechzehn Jahren tanzte sie zum ersten Mal auf der Bühne des Zürcher Stadttheaters. Nach zwei Jahren am Stadttheater zog sie nach Paris, wo sie Maurice Béjart kennenlernte. Dort tanzte sie in seinen ersten Choreographien und ging mit seinen Debussy- und Ravel-Programmen auf die erste Tournee in das noch besetzte Deutschland. 1949 engagierte Roland Petit sie für die Ballets de Paris im Théâtre Marigny. Mit ihm ging Kübler auf Europa- und Amerikatournee. Zurück in Paris, lernte sie 1950 Boris Vian kennen, den sie 1954 heiratete. Zusammen lebten sie in einer Zweizimmerwohnung in der Cité Véron hinter dem Moulin Rouge.
Unter Vians Einfluss nahm sie neben ihrem Balletttraining Unterricht in Jazztanz, Akrobatik und Schauspiel. Mit dem Tänzer und Choreographen Georg Frank Reich (1926–2013) gründete sie Les Ballets Ho. Nach einer Reihe von Vorstellungen im Théâtre Olympia und im Moulin Rouge gingen sie damit auf Tournee durch Frankreich, Italien und Spanien.
Wegen Vians angeschlagener Gesundheit verliess Kübler nach der Tournee die Ballets Ho und nahm bis auf ihre erste Filmrolle in dem Film Le Bel Âge von Pierre Kast kein Engagement mehr an. So konnte sie sich vermehrt um ihren Mann kümmern. Nach dessen Tod wurde sie vom Stadttheater Zürich für die Rolle der Lulu engagiert. Zwei weitere Filme, Merci Natercia und La Morte-Saison des amours von Pierre Kast, folgten. Zurück in Paris, holte sie Béjart auf die Bühne zurück und liess sie in Brüssel im Théâtre de la Monnaie die Rolle der Anna in den Sieben Todsünden von Bertolt Brecht und Kurt Weill singen. Ihre Bühnenpartnerin war Janine Charrat.
Es folgten weitere Filmrollen. So spielte Kübler in Louis Malles Film Privatleben die Rolle der Carla, der Gattin von Fabio Rinaldi, gespielt von Marcello Mastroianni. Als Filmschauspielerin arbeitete sie u. a. auch mit Agnès Varda und Roger Vadim zusammen.
Nach dem Tod ihrer Mutter reiste Kübler 1965 mit ihrem Vater nach Sardinien, wo sie sich mit dem Tänzer D’Déé näher befreundete. In Sardinien inszenierte sie ein von ihrem Vater geschriebenes Cabaret-Programm.
1965 kam Kübler zum ersten Mal nach Eus. Der Plattenproduzent Jacques Canetti, der Bruder von Elias Canetti, hatte dort gleich reihenweise die verlassenen Gebäuderuinen gekauft und eine davon Kübler geschenkt. Kübler und D’Déé gründeten dort 1978 die Fondation Boris Vian und organisierten im Centre Georges-Pompidou die erste grosse Vian-Retrospektive. Die Einkünfte teilten sie sich mit den zwei Kindern aus Vians erster Ehe. Da sich weder Vians Kinder noch seine erste Ehefrau um dessen Nachlass kümmerten, wurde diese Aufgabe zu Küblers Hauptanliegen. Bis zu ihrem Tod organisierte Kübler jedes Jahr ein Musikfestival in Eus.
Kübler liebte das Theater, das alles umfasste: Gesang, Tanz und Schauspiel. Sie inszenierte ihre eigenen Theaterstücke und Lieder u. a. für Les Djinns, mit einer Stimmgruppe aus der Gesangsschule des französischen Radios. 1971 unterzeichnete Kübler das Manifest der 343, eine französische Petition, die von 343 Frauen unterzeichnet wurde, die eine Abtreibung vorgenommen hatten.
Kübler wohnte bis 1983 in Zürich, Paris und Eus; danach lebte sie in den Pyrenäen.